# Daniel Matsau
Daniel Matsau (18 de janeiro de 1977) é um ex-futebolista profissional sul-africano que atuava como atacante.

## Carreira
Daniel Matsau representou a Seleção Sul-Africana de Futebol, nas Olimpíadas de 2000. 